# Chrysoctenis filacearia
Chrysoctenis filacearia là một loài bướm đêm trong họ Geometridae.